# 루앙 코스타 지 카르발류
루앙 코스타 지 카르발류(포르투갈어: Luan Costa de Carvalho, 1997년 2월 2일~)는 브라질의 축구 선수이다.

## 참고 문헌
- “루앙 코스타 지 카르발류”. 《트랜스퍼마켓》.
- “루앙 코스타 지 카르발류”. 《화성 FC》. 화성에프씨.